# Johann Georg Oldekop
Johann Georg Oldekop (* 6. Januar 1696 in Wolfenbüttel; † 11. Mai 1758 ebenda) war ein deutscher evangelischer Geistlicher.

## Leben
Johann Georg Oldekop war der Sohn von Magnus Peter Oldekop (* 6. Februar 1669 auf der Insel Ösel in Livland; † 21. November 1724), Diakon an der Neuen Kirche in Wolfenbüttel und später Archidiakon an der dortigen Hauptkirche, und dessen Ehefrau Sophie Agnese (* 20. Dezember 1664; † 4. Oktober 1714), Tochter des Bürgermeisters Johann Heinrich Sellen aus Wolfenbüttel. Von seinen Geschwistern sind namentlich bekannt:
- Friedrich Christoph (* 10. Februar 1697), Sekretär;
- Clara Elisabeth (* 6. April 1698), verheiratet mit dem Land- und Kammerfiskal Justus Michael Thomae;
- Agnes Dorothea (* Dezember 1700; † Mai 1774 in Holzminden), verheiratet mit dem Pastor Anton August Oesterreich (* 15. Dezember 1692 in Schleswig; † 12. Dezember 1745 in Holzminden), der später Generalsuperintendent in Holzminden wurde[1];

Nach dem Besuch des Gymnasiums Illustre in Gotha studierte er Theologie an der Universität Jena, der Universität Halle, der Universität Wittenberg und der Universität Helmstedt. Am 10. Dezember 1748 promovierte er an der Universität Helmstedt zum Dr. theol.
1719 unterrichtete er als Hauslehrer, unter anderem auf Schloss Salzdahlum die drei Prinzen Karl, Anton Ulrich und Ludwig von Braunschweig; am 29. Februar 1720 wurde er Kollegiat des Klosters Riddagshausen und hatte nach und nach die zwölf Kinder des Fürsten Ferdinand Albrecht II. von Braunschweig-Wolfenbüttel zu unterrichten.
1721 wurde er Adjunkt seines Vaters, 1724 Diakon an der Hauptkirche in Wolfenbüttel und 1730 Archidiakon. 1736 erfolgte seine Berufung zum Hofprediger und 1750 wurde er Beichtvater des Herzoglichen Hauses Braunschweig-Wolfenbüttel.
Er war Kommissar für die Armenanstalten in Wolfenbüttel und in der Prüfungskommission für die Prüfung der Kandidaten der Theologie.
Am 22. Mai 1754 wurde er zum Wirklichen Konsistorialrat und Kirchenrat sowie 1755 zum Generalsuperintendenten in Wolfenbüttel ernannt.
Johann Georg Oldekop war seit dem 13. April 1728 mit Marie Sophie († 11. September 1798), Tochter des fürstlichen Landfiskals Julius Philipp Mackensen, verheiratet. Gemeinsam hatten sie zwei Söhne und drei Töchter; von diesen sind namentlich bekannt:
- Sophie Elisabeth (* 21. September 1729), verheiratet mit dem Propst und Superintendenten Gottlieb Heise (1715–1791) in Salzdahlum.

## Schriften (Auswahl)
- Gottfried Vockerodt; Johann Georg Oldekop; Friedrich Christoph Oldekop; Johann Christian Backhaus; Christoph Reyher: Illvstris Gymnasii Gothani Patronos, & Favtores Ad Solennia Lvstrationis Initia, quæ tres Selectae Classis alumni publicis sermonibus sacrabunt, primus, Ioan. Georg. Oldekop, Gvelferbytanvs, de vera scholasticorum libertate: alter, Frider. Christoph. Oldekop, Gvelferbyt. de licentia scholasticorum, siue falsa libertate: postremus, Ioan. Christianvs Backhvsius, Tonnensis, de licentiæ remediis dicturus, idque in Avditorio Classis I. XXXI. Ivlii inuitat, disseritque de Historiae Scholarvm, præsertim Gothanae ratione, & pretiis Rector Gothofredvs Vockerodt P.P. Gothae MDCCXIII. Ivlii XXX. Gothae Litteris Reyherianis 1713.
- Johann Franz Buddeus; Johann Georg Oldekop: Divinae providentiae circa ecclesiae reformationem a B. Martino Luthero susceptam assertio. Jena: Müller, 1717.
- Zwo Predigten, welche über die am Sonntage Exaudi und am andern Pfingst-Tage verordnete evangelische Texte in hochfürstl. Schloß-Kirche zu Wolffenbüttel im Jahr 1738 gehalten. Wolfenbüttel 1738.
- Johann Georg Oldekop; Wilhelmus Christianus Chrysander: De Quaestione, cur Iesus anno demum aetatis suae XXX doctoris publici munus aggressus sit?: Diacrisis. Helmstedt 1748.